# Sign o' the Times (film)
Sign o' the Times (gestileerd als Sign “☮” the Times) is een concertfilm van Prince' Sign o' the Times Tour en werd uitgebracht op 20 november 1987.

## Geschiedenis
De concertregistratie is een compilatie van concerten in de Rotterdamse Ahoy op 26, 27 en 28 juni en in het Sportpaleis in Antwerpen op 29 juni. De geluidsbanden konden echter voor een groot deel niet gebruikt worden, omdat Prince de kwaliteit onvoldoende vond. Volgens Eric Leeds moest hierom het merendeel van de livemuziek door de bandleden opnieuw in de studio worden ingespeeld. Prince vond tevens dat de beelden onbruikbaar waren, met als resultaat dat, volgens Eric Leeds, 80% van het uiteindelijke beeldmateriaal in Paisley Park Studios werd opgenomen. Hier werden ook de geacteerde delen van de film opgenomen.
De gespeelde nummers zijn alle afkomstig van het gelijknamige album Sign o' the Times, behalve het nummer Little Red Corvette, dat van het album 1999 afkomstig is, en de Charlie Parker-compositie Now's the Time.
De film was vooral voor het Amerikaanse publiek bedoeld, omdat daar de Sign o' the Times Tour niet kwam, en werd geprezen voor de livefragmenten, maar de extra verhaallijn werd door velen als onnodig en storend ervaren.
Het symbool tussen de aanhalingstekens in de gestileerde titel van de film is het internationale vredessymbool.

## Nummers
1. Intro
2. Sign o' the Times
3. Play in the Sunshine
4. Little Red Corvette
5. Housequake
6. Slow Love
7. I Could Never Take the Place of Your Man
8. Hot Thing
9. Now's the Time
10. U Got the Look
11. If I Was Your Girlfriend
12. Forever In My Life / It
13. It's Gonna Be a Beautiful Night
14. The Cross
15. End Credits (Sign o' the Times (Instrumental))